# Robert R. Reisz
Robert Rafael Reisz (Oradea, 27 augustus 1947) is een Roemeens/Canadees paleontoloog en specialist in de geschiedenis van de vroege evolutie van Amniota en Tetrapoda.

## Biografie
Reisz behaalde zijn B.Sc. (1969), MSc. (1971) en Ph.D. (1975) van de McGill University als de eerste doctoraatsstudent met als promotor Robert L. Carroll. Na een jaar lesgeven als gastdocent aan de University of Californië, Los Angeles, aanvaardde hij in 1975 een aanstelling op de afdeling biologie van de Mississauga Campus van de University of Toronto, waar hij nog steeds zijn onderzoekslaboratorium heeft. Zijn onderzoek wordt voortdurend gefinancierd door de Natural Sciences and Engineering Research Council of Canada (NSERC). Hij voerde veldwerk uit in Noord-Amerika, Afrika en Europa, waar hij fossielen opgroef uit het Laat-Paleozoïcum en het Vroeg-Mesozoïcum. Deze opgravingen werden vaak gefinancierd door de National Geographic Society.
Reisz heeft een brede interesse in de paleontologie van gewervelde dieren. Hij heeft meer dan honderd wetenschappelijke artikelen gepubliceerd over uiteenlopende onderwerpen als longvissen en dinosauriërs, maar is vooral bekend om zijn werk over vroege Amniota. Zijn onderzoek omvat het ontdekken van de oudst bekende embryo's van dinosauriërs, het oudst bekende tweevoetige reptiel en het oudst bekende diapside reptiel.
Zijn prestaties zijn erkend door de wetenschappelijke gemeenschap en verschillende professionele verenigingen en instellingen. Reisz is onderzoeksmedewerker bij het Royal Ontario Museum in Toronto (sinds 1975), het Carnegie Museum of Natural History in Pittsburgh (sinds 1980) en het Field Museum of Natural History in Chicago (sinds 1998). Hij was Senior Visiting Scientist aan het paleontologisch instituut van de Russische Academie van Wetenschappen in Moskou (1989-2003) en uitgenodigde professor aan het Muséum national d'Histoire naturelle in Parijs (2000-2003). Hij ontving onder meer de Bass Fellowship of the Field Museum of Natural History (1998-2000), de Visiting Wilson Fellowship van de University of London, King's College (2000-2001), en een Research Award van de Alexander von Humboldt Foundation (2006-2008). In 2007 werd Reisz geëerd door de American Association for the Advancement of Science (AAAS) en werd erkend als Fellow. Hij was Senior Editor (2006-2010) van het Journal of Vertebrate Paleontology, uitgegeven door de Society of Vertebrate Paleontology. Onlangs werd zijn biografie gepubliceerd in een speciale uitgave van de Comptes Rendus Palevol van de Franse Académie des sciences die aan hem was gewijd.
Reisz heeft in zijn carrière verschillende studenten en postdoctorale fellows opgeleid, waarvan er verschillende vervolgens een baan in de academische wereld hebben veiliggesteld. Ze omvatten, in chronologische volgorde waarin ze hun proefschrift verdedigden, Stephen Godfrey (Calvert Marine Museum, Solomons, Maryland), David W. Dilkes (University of Wisconsin in Oshkosh), Michel Laurin (CNRS, Frankrijk), Sean P Modesto (Cape Breton University), Jason S. Anderson (University of Calgary), Johannes Müller (Museum für Naturkunde, Berlijn), Natalia Rybczynski (Carlton University, Ottawa), David C. Evans (Royal Ontario Museum, Toronto), Corwin Sullivan (IVPP, Beijing), Kaila E. Folinsbee (Iowa State University), Jörg Fröbisch (Museum für Naturkunde, Berlijn) en Hillary C. Maddin (Harvard).